# Мондехар
Мондехар (ісп. Mondéjar) — муніципалітет в Іспанії, у складі автономної спільноти Кастилія-Ла-Манча, у провінції Гвадалахара. Населення — 2688 осіб (2010).
Муніципалітет розташований на відстані близько 50 км на схід від Мадрида, 34 км на південь від Гвадалахари.

## Демографія
Динаміка населення (INE ):

## Галерея зображень

Розташування муніципалітету у провінції Гвадалахара
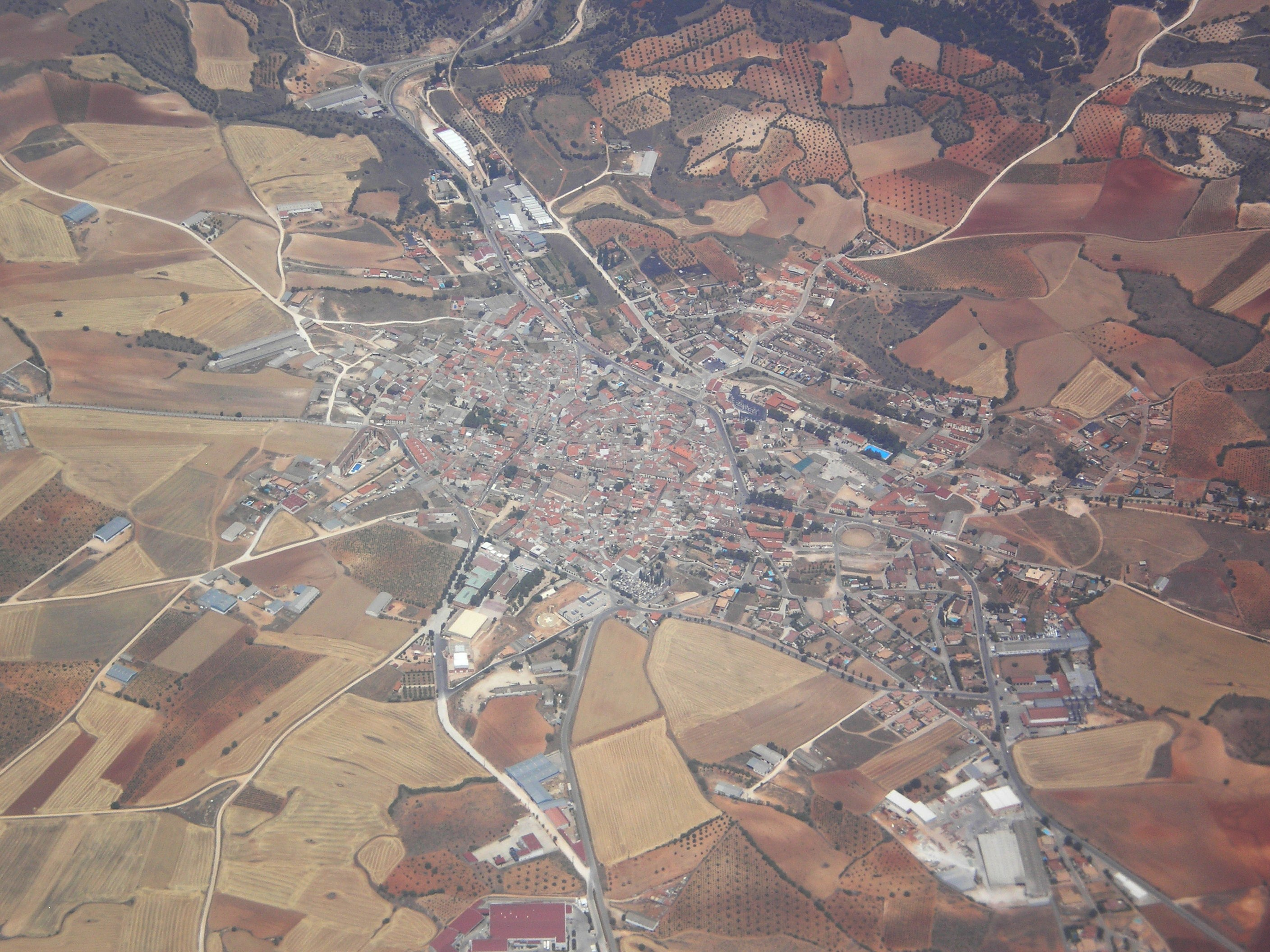
Мондехар згори